# 杉本理子
杉本 理子（すぎもと なおこ、生年月日非公表）は日本の音響監督、吹替演出家である。元ACクリエイト所属。現フリーランス。

## 経歴・人物
主に外画作品の吹替演出を手掛けている。

## 主な参加作品

### 映画

#### 劇場公開版
2017年
- オリエント急行殺人事件
- ミス・ペレグリンと奇妙なこどもたち
- LIFE!/ライフ

2018年
- 犬ヶ島
- グレイテスト・ショーマン

#### ソフト版・オンデマンド配信版
2006年
- パイレーツ・オブ・カリビアン/デッドマンズ・チェスト ※製作担当

2009年
- バチェラー・パーティ2/最後の貞操ウォーズ
- ヒットマンズ・レクイエム

2010年
- ドクター・ドリトル4
- ROCKER 40歳のロック☆デビュー

2012年
- ウォッチメン ※特典映像のみ
- 恋とニュースのつくり方

2013年
- アンナ・カレーニナ

2015年
- シスターズ
- 博士と彼女のセオリー

2016年
- きっと、星のせいじゃない。
- パーフェクト・ガイ
- 母が教えてくれたこと
- ベルヒカ
- 7年間

2017年
- クリニカル
- グースバンプス モンスターと秘密の書
- コンカッション
- サラブレッド

2018年
- 神の日曜日
- クリスマス・クロニクル
- さようなら、コダクローム
- シングルマン
- ステップ・シスターズ
- ノクターナル・アニマルズ
- バード・ボックス
- ファミリー・ブラッド

2019年
- ある女流作家の罪と罰
- グースバンプス 呪われたハロウィーン
- パドルトン
- 令嬢ジョンキエール －愛と復讐の果てに－
- ピリオド -羽ばたく女性たち-
- 恋の予感?! ～ホテルリノベ奮闘記～
- クリスマスが教えてくれたこと
- ブレイクスルー 奇跡の生還

2020年
- フォトグラフ
- ブレイクスルー 奇跡の生還

2021年
- クリスマス・クロニクル PART2
- 初体験/リッジモント・ハイ

2022年
- コーダ あいのうた
- リディーミング・ラブ 〜あがないの愛〜
- ロイヤル・トリートメント

2023年
- NOPE/ノープ
- SHE SAID/シー・セッド その名を暴け
- バーバリアン

2023年
- アステロイド・シティ
- 17歳の瞳に映る世界
- チャンピオンズ
- 失恋セラピー
- ジャスト・ア・メリークリスマス
- ツーリスト・ガイド・トゥ・ラブ ～恋のツアーガイド～

2024年
- チャレンジャーズ
- ホールドオーバーズ 置いてけぼりのホリディ

2025年
- Back to Black エイミーのすべて
- ヴェンジェンス/復讐
- 7A号室

### ドラマ
2012年
- ビクトリアス（2012年 - 2014年）

2014年
- ガール・ミーツ・ワールド（2014年 - 2017年）
- 超能力ファミリー サンダーマン（2014年 - 2015年）

2018年
- バッド・ブラッド: 憎しみのマフィア（2018年 - 2019年）

2019年
- ゲームシェイカーズ
- スペシャル 理想の人生
- ミルドレッドの魔女学校 ※NHK版

2020年
- アウターバンクス
- 愛しのホロ
- レギオン（2014年 - 2019年）

2022年
- エラのニューライフ
- 最愛の敵〜王たる宿命〜
- マーダーズ・イン・ビルディング（2022年 - ）

2023年
- ブラッドハウンド
- 人間レッスン
- ムービング

### アニメ
- ハービー・ガールズ・フォーエバー!（2019年）
- スーパーキティ（2023年）
- ユニコーン・アカデミー（2023年）

### その他
- Audible版「X-ファイル: 未解決事件」「X-ファイル: 奪われた命」（2019年）
- アイアン・シェフ: レジェンドへの道（2022年）
- jeen-yuhs: カニエ・ウェスト 3部作（2023年）
- Mr.マクマホン: 悪のオーナー（2024年）